# Maki Tsukada
Maki Tsukada (Japans: 塚田 真希, Tsukada Maki; Shimotsuma, 5 januari 1982) is een Japanse vrouwelijke judoka.
Tussen 2002 en 2010 won ze negen keer het Japans kampioenschap judo.
Op de  Olympische Zomerspelen van 2004 in Athene won ze goud in de categorie +78kg (de zwaarste categorie). Op de  Olympische Zomerspelen van 2008 in Beijing won ze zilver wederom in deze categorie.
Op het  wereldkampioenschap judo van 2003 in Osaka won ze zilver in de categorie +78kg. In 2005 won ze brons op het wereldkampioenschap in Caïro en in 2007 won ze goud in Rio de Janeiro. In 2009 won ze het brons in Rotterdam en in 2010 wederom brons in Tokio.

## Erelijst

### Olympische Spelen
- 2004 – Athene, Griekenland (+ 78 kg)
- 2008 – Peking, China (+ 78 kg)

### Wereldkampioenschappen
- 2003 Osaka, Japan (+ 78 kg)
- 2005 Caïro, Egypte (+ 78 kg)
- 2007 Rio de Janeiro, Brazilië (Open klasse)
- 2007 Rio de Janeiro, Brazilië (+ 78 kg)
- 2009 Rotterdam, Nederland (+ 78 kg)
- 2010 Tokio, Japan (+ 78 kg)